# Nuoto ai campionati mondiali di nuoto 2009 - 1500 metri stile libero femminili
La specialità dei 1500 metri stile libero femminili ai campionati mondiali di nuoto 2009 si è svolta al complesso natatorio del Foro Italico di Roma, in Italia.
Le qualifiche per la finale si sono svolte la mattina del 27 luglio 2009 e vi hanno partecipato 32 atlete. La finale si è svolta la sera del 28 luglio 2009.

## Medaglie
| Posizione | Atleta              | Paese     |
| --------- | ------------------- | --------- |
|           | Alessia Filippi     | Italia    |
|           | Lotte Friis         | Danimarca |
|           | Camelia Alina Potec | Romania   |

## Record
Prima di questa competizione il record del mondo (WR) e il record dei campionati (CR) erano i seguenti.
|  | 15'42"54 | Kate Ziegler Stati Uniti | 17 giugno 2007 Mission Viejo, Stati Uniti |
|  | 15'53"05 | Kate Ziegler Stati Uniti | 21 marzo 2007 Melbourne, Australia        |

Durante l'evento sono stati migliorati i seguenti record:
| Data      | Evento | Atleta          | Nazione | Tempo    | Record |
| --------- | ------ | --------------- | ------- | -------- | ------ |
| 28 luglio | Finale | Alessia Filippi | Italia  | 15'44"93 |        |

## Risultati batterie
| Pos. | Atleta                   | Nazionalità   | Tempo    | Batteria | Corsia | Note |
| ---- | ------------------------ | ------------- | -------- | -------- | ------ | ---- |
| 1    | Lotte Friis              | Danimarca     | 15:58.23 | 2        | 4      |      |
| 2    | Kristel Kobrich Schimpl  | Cile          | 15:58.75 | 2        | 5      |      |
| 3    | Camelia Alina Potec      | Romania       | 16:02.21 | 4        | 4      |      |
| 4    | Alessia Filippi          | Italia        | 16:04.34 | 3        | 4      |      |
| 5    | Erika Villaécija         | Spagna        | 16:04.78 | 4        | 5      |      |
| 6    | Wendy Trott              | Sudafrica     | 16:08.96 | 3        | 5      | AfR  |
| 7    | Chloe Sutton             | Stati Uniti   | 16:12.56 | 2        | 3      |      |
| 8    | Melissa Gorman           | Australia     | 16:16.83 | 2        | 6      |      |
| 9    | Haley Anderson           | Stati Uniti   | 16:20.62 | 4        | 2      |      |
| 10   | Maiko Fujino             | Giappone      | 16:21.09 | 3        | 3      |      |
| 11   | Eider Santamaria         | Spagna        | 16:21.75 | 4        | 3      |      |
| 12   | Andreína Pinto           | Venezuela     | 16:22.29 | 4        | 7      |      |
| 13   | Junni Ren                | Cina          | 16:27.74 | 1        | 3      |      |
| 14   | Patricia Castaneda       | Messico       | 16:28.03 | 4        | 1      | NR   |
| 15   | Grainne Murphy           | Irlanda       | 16:28.47 | 2        | 1      |      |
| 16   | Susana Escobar           | Messico       | 16:31.30 | 3        | 8      |      |
| 17   | Martina Rita Caramignoli | Italia        | 16:33.40 | 3        | 7      |      |
| 18   | Isabelle Härle           | Germania      | 16:33.79 | 3        | 6      |      |
| 19   | Nina Dittrich            | Austria       | 16:34.02 | 3        | 2      |      |
| 20   | Ekaterina Seliverstova   | Russia        | 16:36.37 | 2        | 2      |      |
| 21   | Natsumi Iwashita         | Giappone      | 16:37.22 | 2        | 7      |      |
| 22   | Tjaša Oder               | Slovenia      | 16:37.73 | 4        | 6      |      |
| 23   | Nuala Murphy             | Irlanda       | 16:37.97 | 2        | 0      |      |
| 24   | Ionela Cozma             | Romania       | 16:38.48 | 2        | 8      |      |
| 25   | Lynette Lim              | Singapore     | 16:41.49 | 4        | 9      |      |
| 26   | Savannah King            | Canada        | 16:43.25 | 4        | 0      |      |
| 27   | Swann Oberson            | Svizzera      | 16:44.08 | 3        | 1      |      |
| 28   | Iris Matthey             | Svizzera      | 16:51.99 | 3        | 0      |      |
| 29   | Teja Zupan               | Slovenia      | 17:09.79 | 4        | 8      |      |
| 30   | Youn Soo Cho             | Corea del Sud | 17:12.67 | 3        | 9      |      |
| 31   | Darneyis Orozco          | Venezuela     | 17:31.44 | 1        | 4      |      |
| 32   | Nada Abbas               | Egitto        | 17:39.57 | 1        | 5      |      |

## Risultati finale
| Pos. | Atleta                  | Nazionalità | Corsia | Tempo    | Note |
| ---- | ----------------------- | ----------- | ------ | -------- | ---- |
|      | Alessia Filippi         | Italia      | 6      | 15:44.93 | CR   |
|      | Lotte Friis             | Danimarca   | 4      | 15:46.30 |      |
|      | Camelia Alina Potec     | Romania     | 3      | 15:55.63 |      |
| 4    | Kristel Kobrich Schimpl | Cile        | 5      | 15:57.57 |      |
| 5    | Erika Villaécija        | Spagna      | 2      | 16:00.25 | NR   |
| 6    | Wendy Trott             | Sudafrica   | 7      | 16:09.22 |      |
| 7    | Melissa Gorman          | Australia   | 8      | 16:09.66 |      |
| 8    | Chloe Sutton            | Stati Uniti | 1      | 16:16.10 |      |